# وارفولده
وارفولده (به مجاری:  Várfölde) یک منطقهٔ مسکونی در مجارستان است که در زالا واقع شده‌است.